# قائمة مدن وبلدات ألمانيا

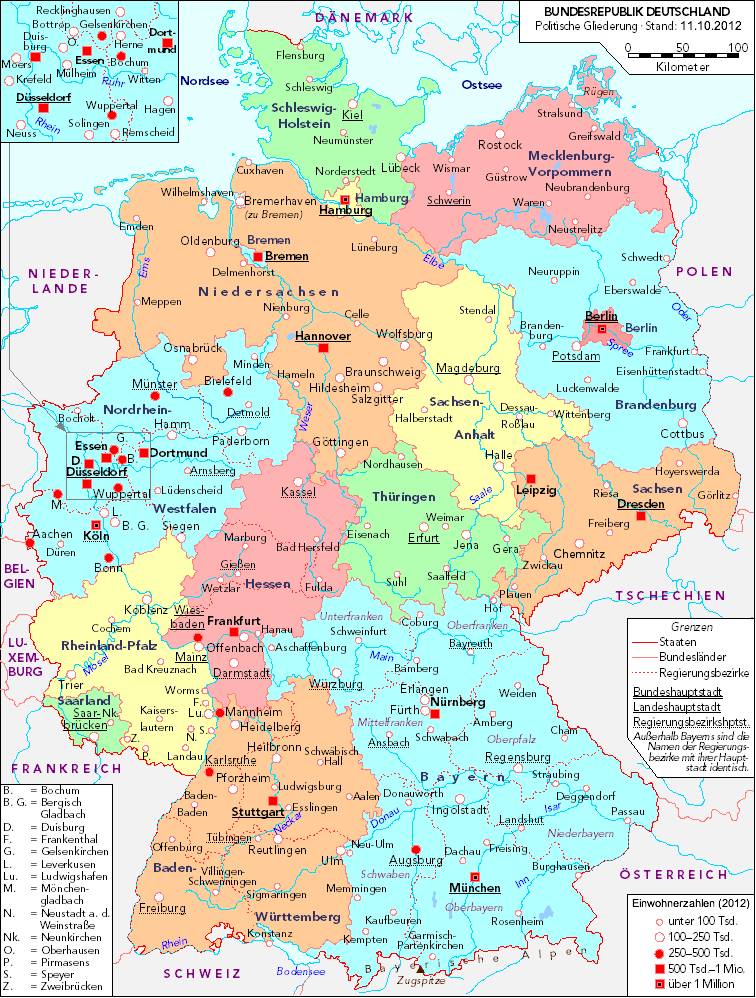
خريطة ألمانيا

هذه قائمة كاملة من 2060 مدينة وبلدة في ألمانيا (اعتبارا من 1 يناير 2017).
انظر أيضا: قائمة المدن في ألمانيا حسب عدد السكان
عدد المدن والبلدات حسب الولايات الألمانية:
- بافاريا: 317 بلدة ومدينة.
- بادن-فورتمبيرغ: 313 بلدة ومدينة.
- شمال الراين-وستفاليا: 271 بلدة ومدينة.
- هسن: 191 بلدة ومدينة.
- ساكسونيا: 170 بلدة ومدينة.
- سكسونيا السفلى: 159 بلدة ومدينة.
- راينلند بالاتينات: 128 بلدة ومدينة.
- تورينغن: 126 بلدة ومدينة.
- براندنبورغ: 113 بلدة ومدينة.
- ساكسونيا أنهالت: 104 بلدة ومدينة.
- مكلنبورغ فوربومرن: 84 بلدة ومدينة.
- شلسفيغ هولشتاين: 63 بلدة ومدينة.
- سارلاند: 17 بلدة ومدينة.
- ولاية بريمن: 2 مدينة.
- برلين: 1 مدينة.
- هامبورغ: 1 مدينة.

## أ
| | | |
| - آخ (بادن-فورتمبيرغ) - آخن (شمال الراين-وستفاليا) - آلن (بادن-فورتمبيرغ) - آبن برغ (بافاريا) - آبنسبرغ (بافاريا) - آخرن (بادن-فورتمبيرغ) - آخيم (سكسونيا السفلى) - آدلسهايم (بادن-فورتمبيرغ) - آدناو (راينلند بالاتينات) - آدورف (ساكسونيا) - آهاوس (شمال الراين-وستفاليا) - آلن (ألمانيا) (شمال الراين-وستفاليا) - آرينسبورغ (شلسفيغ هولشتاين) - آيشاخ (بافاريا) - آيشتال (بادن-فورتمبيرغ) - آكن (ساكسونيا أنهالت) - آلب‌اشتاد (بادن-فورتمبيرغ) - آلفلد (سكسونيا السفلى) - آلندورف (هسن) - آلشتيت (ساكسونيا أنهالت) - آلبيرسباخ (بادن-فورتمبيرغ) - آلسدورف (شمال الراين-وستفاليا) - آلسفلد (هسن) | - آلسليبن (ساكسونيا أنهالت) - آلتدورف نزديك نورنبرغ (بافاريا) - آلتنا (شمال الراين-وستفاليا) - ألتنبيرغ (ساكسونيا) - آلتنبورغ (تورينغن) - آلتنكيرشن (راينلند بالاتينات) - آلتنشتايغ (بادن-فورتمبيرغ) - آلتنتربتوو (مكلنبورغ فوربومرن) - آلتلاندسبرغ (براندنبورغ) - آلتوتينغ (بافاريا) - آلتسناو اين اونترفرانكن (بافاريا) - آلتزي (راينلند بالاتينات) - آمبرغ (بافاريا) - آمونهبورغ (هسن) - آمورباخ (بافاريا) - آندرناخ (راينلند بالاتينات) - آنغرمونده (براندنبورغ) - آنكلام (مكلنبورغ فوربومرن) - آنابرغ-بوخهولتس (ساكسونيا) - آنابورغ (ساكسونيا أنهالت) - آنفايلار آم تريفلز (راينلند بالاتينات) - آنسباخ (بافاريا) | - آبلدا (تورينغن) - آرندزيه (ساكسونيا أنهالت) - آرنهبورغ (ساكسونيا أنهالت) - آرنيس (شلسفيغ هولشتاين) - آرنسبرغ (شمال الراين-وستفاليا) - آرنشتات (تورينغن) - آرنشتاين (بافاريا) - آرنشتاين (ساكسونيا آنهالت) (ساكسونيا أنهالت) - آرترن (تورينغن) - آرتسبرغ (بافاريا) - أشافنبورغ (بافاريا) - آشرسليبن (ساكسونيا أنهالت) - آسبيرغ (بادن-فورتمبيرغ) - آسلار (هسن) - آتندورن (شمال الراين-وستفاليا) - آوب (بافاريا) - أوه (سكسونيا) - آورباخ اين در اوبرفالتس (بافاريا) - آورباخ (فوكتلاند) (سكسونيا) - آوغسبورغ (بافاريا) - آغوستوسبورغ (سكسونيا) - آولندورف (بادن-فورتمبيرغ) - أوما-فايداتال (تورينغن) - آوريش (سكسونيا السفلى) |

## ب
| | | |
| - بابنهاوزن (هسن) (هسن) - باخاراخ (راينلند بالاتينات) - باكنانغ (بادن-فورتمبيرغ) - باد آيبلينغ (بافاريا) - باد آرولزن (هسن) - باد بلتسيغ (براندنبورغ) - بادبنتهايم (سكسونيا السفلى) - باد بيرغتسابرن (راينلند بالاتينات) - باد بيركا (تورينغن) - باد برلهبورغ (شمال الراين-وستفاليا) - باد برنيك إم فيشتلغبريغه (بافاريا) - باد بيفينسن (سكسونيا السفلى) - باد بيبرا (ساكسونيا أنهالت) - باد بلنكنبورغ (تورينغن) - باد برامشتيت (شلسفيغ هولشتاين) - باد برايزيغ (راينلند بالاتينات) - باد بروكناو (بافاريا) - باد بوخاو (بادن-فورتمبيرغ) - باد كامبرغ (هسن) - باد كولبرغ-هلدبورغ (تورينغن) - باد دوبران (مكلنبورغ فوربومرن) - باد دربورغ (شمال الراين-وستفاليا) - باد دوبن (ساكسونيا) - باد دوركهايم (راينلند بالاتينات) - باد دورنبرغ (ساكسونيا أنهالت) - باد دورهايم (بادن-فورتمبيرغ) - باد إلستر (ساكسونيا) - باد إمس (راينلند بالاتينات) - باد فالينغبوستل (سكسونيا السفلى) - باد فرانكنهاوزن (تورينغن) - باد فراينفالده (براندنبورغ) - باد فرديريش شال (بادن-فورتمبيرغ) - باد غاندرسهايم (سكسونيا السفلى) - باد غوتلويبا-برغ غيسهوبل (ساكسونيا) - باد غريسباخ (بافاريا) - باد هاغزبورغ (سكسونيا السفلى) - باد هيرنآلب (بادن-فورتمبيرغ) - باد هرسفلد (هسن) - باد هومبورغ (فور در هوهه) (هسن) - باد هونيف (شمال الراين-وستفاليا) - باد هونينغن (راينلند بالاتينات) - باد إيبورغ (سكسونيا السفلى) - باد كارلسهافن (هسن) - باد كيسينغن (بافاريا) - باد كونيغ (هسن) - باد كونيغسهوفن (بافاريا) - باد كوستريتس (تورينغن) - باد كوتستينغ (بافاريا) - باد كرويتسناخ (راينلند بالاتينات) - باد كروتسينغن (بادن-فورتمبيرغ) - باد لاسفه (شمال الراين-وستفاليا) - باد لانغنزالتسا (تورينغن) - باد لاوخشتيت (ساكسونيا أنهالت) - باد لاوزيك (ساكسونيا) - باد لاوتربرغ (L. سكسونيا) - باد ليبنشتاين (تورينغن) - باد ليبنفيردا (براندنبورغ) - باد ليبنتسل (بادن-فورتمبيرغ) - باد ليبشبرينغه (شمال الراين-وستفاليا) - باد لوبنشتاين (تورينغن) - باد مارينبرغ (راينلند بالاتينات) - باد مرغنتهايم (بادن-فورتمبيرغ) - باد موندر (L. سكسونيا) - باد مونستر آيفل (شمال الراين-وستفاليا) - باد موسكاو (ساكسونيا) - باد ناوهايم (هسن) - باد نندورف (سكسونيا السفلى) - باد نوينار-آرفايلر (راينلند بالاتينات) - باد نوياشتات آن در زاله (بافاريا) - باد أوينهاوزن (شمال الراين-وستفاليا) - باد أولدزلوه (شلسفيغ هولشتاين) - باد اورب (هسن) - باد بيرمونت (سكسونيا السفلى) - باد رابناو (بادن-فورتمبيرغ) - باد رايشنهال (بافاريا) - باد روداخ (بافاريا) - باد زاكسا (سكسونيا السفلى) - باد زكينغين (بادن-فورتمبيرغ) - باد زالتسدتفورت (سكسونيا السفلى) - باد زالتسوفلن (شمال الراين-وستفاليا.) - باد زالتسونغن (تورينغن) - باد زاولغاو (بادن-فورتمبيرغ) - باد شانداو (ساكسونيا) - باد شميدهبرغ (سكسونيا-Anh.) - باد شوسنريد (بادن-فورتمبيرغ) - باد شفالباخ (هسن) - باد شفارتاو (شلسفيغ هولشتاين.) | - باد زغهبرغ (شلسفيغ هولشتاين) - باد زوبرنهايم (راينلند بالاتينات) - باد زودن آن در تاونوس (هسن) - بادزودن-زالمونستر (هسن) - باد زودن-آلندورف (هسن) - باد شتافلشتاين (بافاريا) - باد زولتسا (تورينغن) - باد زولتسه (مكلنبورغ فوربومرن) - باد تايناخ-تسافلشتاين (بادن-فورتمبيرغ) - باد تنشتيت (تورينغن) - باد تولتس (بافاريا) - باد أوراخ (بادن-فورتمبيرغ) - باد فيلبل (هسن) - باد فالدزيه (بادن-فورتمبيرغ) - باد فيلدباد (بادن-فورتمبيرغ) - باد فيلدونغن (هسن) - باد فيلسناك (براندنبورغ) - باد فيمبفن (بادن-فورتمبيرغ) - باد فيندسهايم (بافاريا) - باد فوريسهوفن (بافاريا) - باد فوننبرغ (شمال الراين-وستفاليا) - باد فورتساخ (بادن-فورتمبيرغ) - بادن بادن (بادن-فورتمبيرغ) - بايسفايلر (شمال الراين-وستفاليا) - بايرسدورف (مدينة المانية) (بافاريا) - بالينغن (بادن-فورتمبيرغ) - بالنشتيت (ساكسونيا أنهالت) - بالفه (شمال الراين-وستفاليا) - بامبرغ (بافاريا) - باربي (مدينة) (ساكسونيا أنهالت) - بارغتيهايد (شلسفيغ هولشتاين) - بارمشتيت (شلسفيغ هولشتاين) - بيرناو (بافاريا) - بارنتروب (بادن-فورتمبيرغ) - بارزينغهاوزن (سكسونيا السفلى) - بارت (ألمانيا) (مكلنبورغ فوربومرن) - باروت (براندنبورغ) - باسوم (سكسونيا السفلى) - باتنبرغ (هسن) - باومهولدر (راينلند بالاتينات) - باوناخ (بافاريا) - باوناتال (هسن) - باوتسن (ساكسونيا) - بايرويت (بافاريا) - بيبرا (هسن) - بيكوم (بادن-فورتمبيرغ) - بيدبورغ (بادن-فورتمبيرغ) - بيليتس (براندنبورغ) - بيرفلدن (هسن) - بيزكو (براندنبورغ) - بايلنغريس (بافاريا) - بايلشتاين (بادن-فورتمبيرغ) - بيلغرن-شيلداو (ساكسونيا) - بندورف (راينلند بالاتينات) - بنسهايم (هسن) - برشينغ (بافاريا) - برغا (تورينغن) (تورينغن) - برغن (ساكسونيا السفلى) (سكسونيا السفلى) - برغن آوف روغن (مكلنبورغ فوربومرن) - برغهايم (بادن-فورتمبيرغ) - بيرغيش غلادباخ (بادن-فورتمبيرغ) - برغكامن (بادن-فورتمبيرغ) - برغنويشتات (بادن-فورتمبيرغ) - بركا فيرا (تورينغن) - برلين (برلين) - بيرناو باي برلين (براندنبورغ) - برنبورغ (ساكسونيا أنهالت) - بيرنكاستل-كويز (راينلند بالاتينات) - بيرنسدورف (ساكسونيا) - برنشتات آوف دم آيغن (ساكسونيا) - برزنبروك (سكسونيا السفلى) - Bertkow (ساكسونيا أنهالت) - بيزيغهايم (بادن-فورتمبيرغ) - بتسدورف (راينلند بالاتينات) - بتسنشتاين (بافاريا) - بيفرونغن (بادن-فورتمبيرغ) - بكسباخ (سارلاند) - بيبراخ آن در ريس (بادن-فورتمبيرغ) - بيدنكوبف (هسن) - بيلفلد (بادن-فورتمبيرغ) - بيرشتيدت (ساكسونيا أنهالت) - بيزنتال (براندنبورغ) - بيتيغهايم-بيسينغن (بادن-فورتمبيرغ) - بيلربك (ألمانيا) (بادن-فورتمبيرغ) - بينغن آن در راين (راينلند بالاتينات) - بيركنفلد (راينلند بالاتينات) - بيشوفسهايم آن در رون (بافاريا) - بيشوفسفيردا (ساكسونيا) - بيسمارك (آلتمارك) (ساكسونيا أنهالت) - بيتبورغ (راينلند بالاتينات) - بيترفلد-فولفن (ساكسونيا أنهالت) - بلانكنبورغ (ساكسونيا أنهالت) | - بلانكنهاين (تورينغن) - بلاوبويرن (بادن-فورتمبيرغ) - بلاوشتاين ‏ (بادن-فورتمبيرغ) - بليكيده (سكسونيا السفلى) - بلايشاروده (تورينغن) - بليزكاستل (سارلاند) - بلومبرغ (بادن-فورتمبيرغ) (بادن-فورتمبيرغ) - بلومبرغ (بادن-فورتمبيرغ) - بوبينغن (بافاريا) - بوبلينغين (بادن-فورتمبيرغ) - بوخولت (بادن-فورتمبيرغ) - بوخوم (بادن-فورتمبيرغ) - بوكينم (سكسونيا السفلى) - بودنفيردر (سكسونيا السفلى) - بوغن (بافاريا) - بوهلن (ساكسونيا) - بويتسنبورغ (مكلنبورغ فوربومرن) - بونيزه (ساكسونيا أنهالت) - بون (بادن-فورتمبيرغ) - بوندورف (بادن-فورتمبيرغ) - بونيغهايم (بادن-فورتمبيرغ) - بوبفينغن (بادن-فورتمبيرغ) - بوبارد (راينلند بالاتينات) - بورغنترايش (بادن-فورتمبيرغ) - بورغهولتسهاوزن (بادن-فورتمبيرغ) - بوركن (بادن-فورتمبيرغ) - بوركن (هسن) (هسن) - بوركوم (سكسونيا السفلى) - بورنا (ساكسونيا) - بورنهايم (بادن-فورتمبيرغ) - بوتروب (بادن-فورتمبيرغ) - بوكسبرغ (بادن) (بادن-فورتمبيرغ) - براكنهايم (بادن-فورتمبيرغ) - براكة (سكسونيا السفلى) - براكل (بادن-فورتمبيرغ) - برامشه (سكسونيا السفلى) - براندنبورغ آن در هافل (براندنبورغ.) - براند-إربيسدورف (ساكسونيا) - برانديس (ساكسونيا) - براوباخ (راينلند بالاتينات) - براونفلز (هسن) - براونلاغه (سكسونيا السفلى) - بروينلينغن (بادن-فورتمبيرغ) - بروانسبدرا (ساكسونيا أنهالت) - براونشفايغ (سكسونيا السفلى) - بريكرفلد (بادن-فورتمبيرغ) - بريدشتيت (شلسفيغ هولشتاين) - برايزاخ (بادن-فورتمبيرغ) - بريمن (مدينة) (عاصمة ولاية بريمن) - بريمرهافن (بريمن) - بريمرفورده (سكسونيا السفلى) - بريتن (ألمانيا) (بادن-فورتمبيرغ) - برويبرغ (هسن) - بريلون (بادن-فورتمبيرغ) - بروتروده-تروزيتال (تورينغن) - بروخكوبل (هسن) - بروخزال (بادن-فورتمبيرغ) - بروك (براندنبورغ) - برويل (مكلنبورغ فوربومرن) - برول (راينلند) (بادن-فورتمبيرغ) - برونسبوتل (شلسفيغ هولشتاين) - بورسو (براندنبورغ) - بوخن (بادن-فورتمبيرغ) - بوخهولتس إن در نوردهايده (سكسونيا السفلى) - بوشلو (بافاريا) - بيوكهبورغ (سكسونيا السفلى) - Buckow (براندنبورغ) - بودلسدورف (شلسفيغ هولشتاين) - بودينغن (هسن) - بيول (بادن) (بادن-فورتمبيرغ) - بونده (بادن-فورتمبيرغ) - بيورن (وستفاليا) (بادن-فورتمبيرغ) - بورغ باي ماغدبورغ (ساكسونيا أنهالت) - بورغاو (بافاريا) - بورغبرنهايم (بافاريا) - بورغدورف (سكسونيا السفلى) - بورغل (تورينغن) - بورغهاوزن (بافاريا) - بورغ كونشتات (بافاريا) - بورغلنغنفلد (بافاريا) - بورغشتيت (ساكسونيا) - بورغ شتارغارد (مكلنبورغ فوربومرن) - بورغفيدل (سكسونيا السفلى) - بورلادينغن (بادن-فورتمبيرغ) - بورشايد (بادن-فورتمبيرغ) - بيورشتات (هسن) - بوتلشتيت (تورينغن) - بوتشتيت (تورينغن) - بوتسباخ (هسن) - بوتسو (مكلنبورغ فوربومرن) - بوكستهوده (سكسونيا السفلى) |

## ك
| | | |
| - كالاو (ألمانيا) (براندنبورغ) - كالبة (زاله) (ساكسونيا أنهالت) - كالف (بادن-فورتمبيرغ) - كاستروب راوكسل (بادن-فورتمبيرغ) - تسيله (سكسونيا السفلى) - كام (اوبرفالتس) (بافاريا) - كيمنتس (ساكسونيا) - كلاوستال تسيللرفيلد (Lower S.) - كلينغن (تورينغن) | - كلوبنبورغ (سكسونيا السفلى) - كوبورغ (بافاريا) - كوشم (راينلند بالاتينات) - كوسفلد (بادن-فورتمبيرغ) - كولديتس (ساكسونيا) - كولونيا (بادن-فورتمبيرغ) - كوسفيغ (ساكسونيا) - كوسفيغ (ساكسونيا أنهالت) | - كوتبوس (براندنبورغ) - كرايلسهايم (بادن-فورتمبيرغ) - كرغلينغن (بادن-فورتمبيرغ) - كرويسن (بافاريا) - كرويتسبورغ (تورينغن) - كريميتشاو (ساكسونيا) - كريفيتس (مكلنبورغ فوربومرن) - كوكسهافن (سكسونيا السفلى) |

## د
| | | |
| - داخاو (بافاريا) - دالن (ساكسونيا) - دامة (براندنبورغ) (براندنبورغ) - دان (ألمانيا) (راينلند بالاتينات) - دامة (دومر) (سكسونيا السفلى) - داننبرغ (سكسونيا السفلى) - دارغون (مكلنبورغ فوربومرن) - دارمشتات (هسن) - داسل (سكسونيا السفلى) - داسو (مكلنبورغ فوربومرن) - داتلن (بادن-فورتمبيرغ) - داون (ألمانيا) (راينلند بالاتينات) - دغندورف (بافاريا) - دايدسهايم (راينلند بالاتينات) - دلبروك (بادن-فورتمبيرغ) - دليتسش (ساكسونيا) - دلمنهورست (سكسونيا السفلى) - دمين (مكلنبورغ فوربومرن) - دساو روسلاو (ساكسونيا أنهالت) - دتمولد (بادن-فورتمبيرغ) - دتلباخ (بافاريا) - ديبورغ (هسن) | - ديملشتات (هسن) - ديبهولتس (سكسونيا السفلى) - ديردورف (راينلند بالاتينات) - ديتنهايم (بادن-فورتمبيرغ) - ديتفورت (بافاريا) - ديتسنباخ (هسن) - ديتس (راينلند بالاتينات) - ديلنبورغ (هسن) - ديلينغن أن در دوناو (بافاريا) - ديلينغن (سارلاند) - دينغلشتيت (تورينغن) - دينغولفينغ (بافاريا) - دينكلسبول (بافاريا) - دينكلاغه (سكسونيا السفلى) - دينسلاكن (بادن-فورتمبيرغ) - ديبولديسفالده (ساكسونيا) - ديسن (L. سكسونيا) - ديتزينجين (بادن-فورتمبيرغ) - دوبيلن (ساكسونيا) - دوبرلوغ-كيرشهاين (براندنبورغ) - دوبرن (براندنبورغ) - دونا (ساكسونيا) - دوميتس (مكلنبورغ فوربومرن) | - دوميتسش (ساكسونيا) - دوناوشينغن (بادن-فورتمبيرغ) - دوناوفورت (بافاريا) - دونتسدورف (بادن-فورتمبيرغ) - دورفن (بافاريا) - دورماغن (بادن-فورتمبيرغ) - دورنبورغ-كامبورغ (تورينغن) - دورنهان (بادن-فورتمبيرغ) - دورنشتيتن (بادن-فورتمبيرغ) - دورستن (بادن-فورتمبيرغ) - دورتموند (بادن-فورتمبيرغ) - درانسفلد (سكسونيا السفلى) - دربكاو (براندنبورغ) - دراي آيش (هسن) - درنشتاينفورت (بادن-فورتمبيرغ) - درسدن (عاصمة سكسونيا) - درولسهاغن (بادن-فورتمبيرغ) - دودرشتات (سكسونيا السفلى) - دويسبورغ (بادن-فورتمبيرغ) - دولمن (ألمانيا) (بادن-فورتمبيرغ) - دورن (بادن-فورتمبيرغ) - دوسلدورف (عاصمة ساكسونيا) |

## إ
| | | |
| - إبهليبن (تورينغن) - إبرباخ (بادن) (بادن-فورتمبيرغ) - إبرمانشتات (بافاريا) - إبرن (بافاريا) - إبرسباخ آن در فيلز (بادن-فورتمبيرغ) - إبرسباخ-نويغرسدورف (ساكسونيا) - إبرسبرغ (بافاريا) - إيبرسفيلده (براندنبورغ) - إكارتسبرغا (ساكسونيا أنهالت) - إكرنفورده (شلسفيغ هولشتاين) - إدنكوبن (راينلند بالاتينات) - إغلن (ساكسونيا أنهالت) - إغنفلدن (بافاريا) - إغهزين (مكلنبورغ فوربومرن) - إيهنغن (بادن-فورتمبيرغ) - إيرن فريدرسدورف (ساكسونيا) - آيبلشتات (بافاريا) - آيبنشتوك (ساكسونيا) - آيشتيت (بافاريا) - آيلنبورغ (ساكسونيا) - آينبك (سكسونيا السفلى) - أيسناخ (تورينغن) - آيزنبرغ (تورينغن) (تورينغن) - آيزنبرغ (فالتز) (راينلند بالاتينات) - آيزنهوتنشتات (براندنبورغ) - آيسفلد (تورينغن) - أيسليبن (ساكسونيا أنهالت) | - آيسلينغن (بادن-فورتمبيرغ) - إلينغن (بافاريا) - إلريش (تورينغن) - إلفانغن (بادن-فورتمبيرغ) - إلمسهورن (شلسفيغ هولشتاين) - إلسدورف (بادن-فورتمبيرغ) - الزفلس (سكسونيا السفلى) - إلستربرغ (ساكسونيا) - إلسترفيردا (براندنبورغ) - إلشترا (ساكسونيا) - إلترلاين (ساكسونيا) - إلتمان (بافاريا) - إلتفيل أم راين (هسن) - إلتساخ (بادن-فورتمبيرغ) - إلتسه (سكسونيا السفلى) - إمدن (سكسونيا السفلى) - إملسهاوزن (راينلند بالاتينات) - إمندينغن (بادن-فورتمبيرغ) - إميريش آم راين (شمال الراين-وستفاليا.) - إمستدن (بادن-فورتمبيرغ) - إندينغن (بادن-فورتمبيرغ) - إنغن (بادن-فورتمبيرغ) - إنجر (بادن-فورتمبيرغ) - إنيبهتال (بادن-فورتمبيرغ) - إنيغرلوه (بادن-فورتمبيرغ) - إبلهايم (بادن-فورتمبيرغ) - إبينغن (بادن-فورتمبيرغ) | - إبشتاين (هسن) - إرباخ (دانوب) (بادن-فورتمبيرغ) - إرباخ إم أودنفالد (هسن) - إربندورف (بافاريا) - إردينغ (بافاريا) - إرفتشتات (بادن-فورتمبيرغ) - إرفورت (عاصمة تورينغن) - إركلنتس (بادن-فورتمبيرغ) - إركنر (براندنبورغ) - إركرات (بادن-فورتمبيرغ) - إرلنغن (بافاريا) - إرلنباخ آم ماين (بافاريا) - إرلنزي (هسن) - إرفيته (بادن-فورتمبيرغ) - إشبورن (هسن) - إشنباخ إن در أوبربفالتز (بافاريا) - إشرسهاوزن (سكسونيا السفلى) - إشفيغه (هسن) - إيشفايلر (بادن-فورتمبيرغ) - إسنز (سكسونيا السفلى) - إسبلكامب (بادن-فورتمبيرغ) - إسن (ألمانيا) (بادن-فورتمبيرغ) - إسلينغن آم نيكار (بادن-فورتمبيرغ) - إيتنهايم (بادن-فورتمبيرغ) - إيتلينغن (بادن-فورتمبيرغ) - أويسكيرشن (بادن-فورتمبيرغ) - أويتين (شلسفيغ هولشتاين) |

## ف
| | | |
| - فالكنبرغ إلستر (براندنبورغ) - فالكنزيه (براندنبورغ) - فالكنشتاين (ساكسونيا أنهالت) (ساكسونيا أنهالت) - فالكنشتاين (ساكسونيا) (ساكسونيا) - فيهمارن (شلسفيغ هولشتاين) - فلباخ (بادن-فورتمبيرغ) - فلسبرغ (هسن) (هسن) - فويشتفانغن (بافاريا) - فيلدرشتات (بادن-فورتمبيرغ) - فينسترفالده (براندنبورغ) - فلادونغن (بافاريا) - فلنسبورغ (شلسفيغ هولشتاين) - فلوها (ساكسونيا) - فلورسهايم أم ماين (هسن) - فلورشتات (هسن) - فورشهايم (بافاريا) - فورشتنبرغ (بادن-فورتمبيرغ) - فورست (براندنبورغ) - فرانكناو (هسن) - فرانكنبرغ (هسن) (هسن) - فرانكنبرغ (ساكسونيا) (ساكسونيا) - فرانكنتال (راينلند بالاتينات) | - فرانكفورت (هسن) - فرانكفورت (أودر) (براندنبورغ) - فرانتسبورغ (مكلنبورغ فوربومرن) - فراونشتاين (ساكسونيا) - فريشن (بادن-فورتمبيرغ) - فرايبرغ آم نيكار (بادن-فورتمبيرغ) - فرايبرغ (ساكسونيا) - فرايبورغ (بادن-فورتمبيرغ) - فرايلاسنغ (بافاريا) - فراينسهايم (راينلند بالاتينات) - فرايزنغ (بافاريا) - فرايتال (ساكسونيا) - فريرن (سكسونيا السفلى) - فرويدنبرغ (بادن) (بادن-فورتمبيرغ) - فرويدنبرغ (زيغرلاند) (بادن-فورتمبيرغ) - فرويدنشتات (بادن-فورتمبيرغ) - فرايبورغ (أونشتروت) (ساكسونيا أنهالت) - فرايشتات (بافاريا) - فرايونغ (بافاريا) - فريدينغن آن در دانوب (بادن-فورتمبيرغ) - فريدبرغ (بافاريا) (بافاريا) - فريدبرغ (هسن) (هسن) | - فريدلاند (مكلنبورغ) (مكلنبورغ فوربومرن) - فريدلاند (براندنبورغ) (براندنبورغ) - فريدريشرودا (تورينغن) - فريدريشسدورف (هسن) - فريدريشسهافن (بادن-فورتمبيرغ) - فريدريشتات (شلسفيغ هولشتاين) - فريدريشتال (سارلاند) - فريزاك (براندنبورغ) - فريزويته (سكسونيا السفلى) - فريتسلار (هسن) - فروهبورغ (ساكسونيا) - فروندنبرغ (بادن-فورتمبيرغ) - فولدا (هسن) - فورستناو (سكسونيا السفلى) - فورستنبرغ هافل (براندنبورغ) - فورستنفلدبروك (بافاريا) - فورستنفالدة (براندنبورغ) - فورت (بافاريا) - فورت إم فالد (بافاريا) - فورت‌وانغن (بادن-فورتمبيرغ) - فوسن (بافاريا) |

## غ
| | | |
| - غادهبوش (مكلنبورغ فوربومرن) - غاغناو (بادن-فورتمبيرغ) - غايلدورف (بادن-فورتمبيرغ) - غامرتينغن (بادن-فورتمبيرغ) - غاربسن (سكسونيا السفلى) - غارشينغ باي مونشن (بافاريا) - غاردهليغن (ساكسونيا أنهالت) - غاردينغ (شلسفيغ هولشتاين) - غارتس (براندنبورغ) - غارتس (روغن) (مكلنبورغ فوربومرن) - غاو-آلغسهايم (راينلند بالاتينات) - غيبهزيه (تورينغن) - غيدرن (هسن) - غيزتاخت (شلسفيغ هولشتاين) - غيستلند (سكسونيا السفلى) - غيفل (تورينغن) - غيفريس (بافاريا) - غيردن (سكسونيا السفلى) - غيرن (تورينغن) (تورينغن) - غايلنكيرشن (بادن-فورتمبيرغ) - غايزا (تورينغن) - غايزلهورينغ (بافاريا) - غايزنفلد (بافاريا) - غايزنهايم (هسن) - غايزينغن (بادن-فورتمبيرغ) - غايزلينغن (بادن-فورتمبيرغ) - غايزلينغن آن در اشتايغه (بادن-فورتمبيرغ) - غايتهاين (ساكسونيا) - غيلدرن (بادن-فورتمبيرغ) - غيلنهاوزن (هسن) - غلزنكيرشن (بادن-فورتمبيرغ) - غيموندن آم ماين (بافاريا) - غيموندن (فورا) (هسن) - غينغنباخ (بادن-فورتمبيرغ) - غينتين (ساكسونيا أنهالت) - غيورغسمارينهوته (سكسونيا السفلى) - غيرا (تورينغن) - غيرابرون (بادن-فورتمبيرغ) - غيربشتيت (ساكسونيا أنهالت) - غيريتسريد (بافاريا) - غيرينغسفالده (ساكسونيا) - غيرلينغن (بادن-فورتمبيرغ) - غيرمرينغ (بافاريا) - غيرمرسهايم (راينلند بالاتينات) | - غيرنسباخ (بادن-فورتمبيرغ) - غيرنسهايم (هسن) - غيرولشتاين (راينلند بالاتينات) - غيرولتسهوفن (بافاريا) - غيرسفلد (هسن) - غيرستهوفن (بافاريا) - غيشر (بادن-فورتمبيرغ) - غيسيكه (بادن-فورتمبيرغ) - غيفلسبرغ (بادن-فورتمبيرغ) - غاير (ساكسونيا) - غينغن آن در برنتس (بادن-فورتمبيرغ) - غيسن (هسن) - غيفهورن (سكسونيا السفلى) - غينزهايم-غوستافبورغ (هسن) - غلادبيك (بادن-فورتمبيرغ) - غلادنباخ (هسن) - غلاسهوته (ساكسونيا) - غلاوخاو (ساكسونيا) - غليندة (شلسفيغ هولشتاين) - غلوكسبورغ (شلسفيغ هولشتاين.) - غلوكشتات (شلسفيغ هولشتاين) - غنوين (مكلنبورغ فوربومرن) - غوخ (بادن-فورتمبيرغ) - غولدبرغ (مكلنبورغ فوربومرن) - غولدكروناخ (بافاريا) - غولسن (براندنبورغ) - غومرن (ساكسونيا أنهالت) - غوبينغن (بادن-فورتمبيرغ) - غورليتس (ساكسونيا) - غوسلار (سكسونيا السفلى) - غوسنيتس (تورينغن) - غوتا (تورينغن) - غوتينغن (سكسونيا السفلى) - غرابو (مكلنبورغ فوربومرن) - غرافناو (بافاريا) - غريفنبرغ (بافاريا) - غريفنهاينيشن (ساكسونيا أنهالت) - غريفنتال (تورينغن) - غرافنفور (بافاريا) - غرافينغ (بافاريا) - غرانزيه (براندنبورغ) - غريبناو (هسن) - غريبنشتاين (هسن) | - غريدينغ (بافاريا) - غرايفسفالت (مدينة هانزية، مكلنبورغ فوربومرن) - غرايتس (تورينغن) - غرويسن (تورينغن) - غريفين (بادن-فورتمبيرغ) - غرفنبرويش (بادن-فورتمبيرغ) - غرفسمولن (مكلنبورغ فوربومرن) - غريسهايم (هسن) - غريما (ساكسونيا) - غريمن (مكلنبورغ فوربومرن) - غروديتس (ساكسونيا) - غرويتش (ساكسونيا) - غروناو (سكسونيا السفلى) (سكسونيا السفلى) - غروناو (بادن-فورتمبيرغ) (بادن-فورتمبيرغ) - غرونينغن (ألمانيا) (ساكسونيا أنهالت) - غروسالميروده (هسن) - غروس-بيبراو (هسن) - غروسبوتفار (بادن-فورتمبيرغ) - غروسبرايتنباخ (تورينغن) - غروسن إريش (تورينغن) - غروسنهاين (ساكسونيا) - غروس-غيراو (هسن) - غروسريشن (براندنبورغ) - غروس رورسدورف (ساكسونيا) - غروسشيرما (ساكسونيا) - غروس-أومشتات (هسن) - غرونبرغ (هسن) (هسن) - غرونهاين-بايرفلد (ساكسونيا) - غرونسفلد (بادن-فورتمبيرغ) - غرونشتات (راينلند بالاتينات) - غوبن (براندنبورغ) - غودنسبرغ (هسن) - غوغلينغن (بادن-فورتمبيرغ) - غومرسباخ (بادن-فورتمبيرغ) - غوندلفينغن آن در دناو (بافاريا) - غوندلسهايم (فورتمبرغ) (بادن-فورتمبيرغ) - غونتسبورغ (بافاريا) - غونتسنهاوزن (بافاريا) - غوستن (ساكسونيا أنهالت) - غوسترو (مكلنبورغ فوربومرن) - غوترسلوه (بادن-فورتمبيرغ) - غوتسكو (مكلنبورغ فوربومرن) |

## هـ
| | | |
| - هان (بادن-فورتمبيرغ) - هاخنبورغ (راينلند بالاتينات) - هادامار (هسن) - هاغن (نورد راين -فيستفاليا) - هاغنباخ (راينلند بالاتينات) - هاغيناو (مكلنبورغ فوربومرن) - هايغر (هسن) - هايغرلوخ (بادن-فورتمبيرغ) - هاينيشن (ساكسونيا) - هايترباخ (بادن-فورتمبيرغ) - هلبرشتات (ساكسونيا أنهالت) - هالدنسليبن (ساكسونيا أنهالت) - هاله (سكسونيا-أنهالت) (ساكسونيا أنهالت) - هاله (بادن-فورتمبيرغ) (بادن-فورتمبيرغ) - هالنبرغ (بادن-فورتمبيرغ) - هالشتات (بافاريا) (بافاريا) - هالترن أم زي (بادن-فورتمبيرغ) - هالفر (بادن-فورتمبيرغ) - هامبورغ (هامبورغ) - هاملن (سكسونيا السفلى) - هام (مدينة) (بادن-فورتمبيرغ) - هاملبورغ (بافاريا) - هامينكلن (بادن-فورتمبيرغ) - هاناو (هسن) - موندن (سكسونيا السفلى) - هانوفر (عاصمة سكسونيا السفلى) - هاربورغ (بافاريا) - هاردغسن (سكسونيا السفلى) - هارن (سكسونيا السفلى) - هارزهفينكل (بادن-فورتمبيرغ) - هارتنشتاين (ساكسونيا) - هارتا (ساكسونيا) - هارتسغروده (ساكسونيا أنهالت) - هازلونه (سكسونيا السفلى) - هازلاخ إم كينزيغتال (بادن-فورتمبيرغ) - هاسفورت (بافاريا) - هاترسهايم آم ماين (هسن) - هاتينغن (بادن-فورتمبيرغ) - هاتسفلد (هسن) - هاوزاخ (بادن-فورتمبيرغ) - هاوتسنبرغ (بافاريا) - هافلبرغ (ساكسونيا أنهالت) - هافلزيه (براندنبورغ) - هاينغن (بادن-فورتمبيرغ) - هشينغن (بادن-فورتمبيرغ) - هكلينغن (ساكسونيا أنهالت) - هايدة (هولشتاين) (شلسفيغ هولشتاين) - هايدك (بافاريا) - هايدلبرغ (بادن-فورتمبيرغ) | - هايدناو (ساكسونيا) - هايدنهايم (بلدة) (بادن-فورتمبيرغ) - هايلباد هايليغنشتات (تورينغن) - هايلبرون (بادن-فورتمبيرغ) - هايليغنهافن (شلسفيغ هولشتاين) - هايليغنهاوس (بادن-فورتمبيرغ) - هايلسبرون (بافاريا) - هايمباخ (بادن-فورتمبيرغ) - هايمسهايم (بادن-فورتمبيرغ) - هاينسبرغ (بادن-فورتمبيرغ) - هايترسهايم (بادن-فورتمبيرغ) - هلدرونغن (تورينغن) - هلمبرشتس (بافاريا) - هلمشتيت (سكسونيا السفلى) - هماو (بافاريا) - همر (بادن-فورتمبيرغ) - همينغن (سكسونيا السفلى) - هموور (سكسونيا السفلى) - همسباخ (بادن-فورتمبيرغ) - هيننف (بادن-فورتمبيرغ) - هنينغسدورف (براندنبورغ) - هيبنهايم (هسن) - هيربولتسهايم (بادن-فورتمبيرغ) - هيربورن (هسن) - هربرشتينغن (بادن-فورتمبيرغ) - هيربشتاين (هسن) - هيردكه (بادن-فورتمبيرغ) - هردورف (راينلند بالاتينات) - هرفورد (ألمانيا) (بادن-فورتمبيرغ) - هرينغن (تورينغن) (تورينغن) - هرينغن (هسن) - هيرمسكايل (راينلند بالاتينات) - هيرمزدورف (تورينغن) - هيرنه (بادن-فورتمبيرغ) - هيرنبرغ (بادن-فورتمبيرغ) - هير ريدن (بافاريا) - هيرنهوت (ساكسونيا) - هيرسبروك (بافاريا) - هيرتن (بادن-فورتمبيرغ) - هرتسبرغ آم هارتس (سكسونيا السفلى) - هرتسبرغ (إلستر) (براندنبورغ) - هرتسوغن آوراخ (بافاريا) - هرتسوغنرات (بادن-فورتمبيرغ) - هسيش ليشتناو (هسن) - هسيش أولدندورف (سكسونيا السفلى) - هتينغن (بادن-فورتمبيرغ) - هيتشتيت (ساكسونيا أنهالت) - هويباخ (بادن-فورتمبيرغ) - هويزنشتام (هسن) | - هيلشنباخ (بادن-فورتمبيرغ) - هيلدبورغهاوزن (تورينغن) - هيلدن (بادن-فورتمبيرغ) - هيلدسهايم (سكسونيا السفلى) - هيلسهايم (راينلند بالاتينات) - هيلبولتشتاين (بافاريا) - هيرشاو (بافاريا) - هيرشبرغ (تورينغن) - هيرشهورن (هسن) - هيتسآكر (سكسونيا السفلى) - هخهايم أم ماين (هسن) - هوشتات أن در آيش (بافاريا) - هوشتات أن در دوناو (بافاريا) - هوكنهايم (بادن-فورتمبيرغ) - هوف (بافاريا) - هوفغايزمار (هسن) - هوفهايم آم تاونوس (هسن) - هوفهايم (بافاريا) (بافاريا) - هوينبرغ أن در إيغر (بافاريا) - هوينلويبن (تورينغن) - هوهنمولزن (ساكسونيا أنهالت) - هوين نويندورف (براندنبورغ) - هوينشتاين-إرنستال (ساكسونيا) - هونشتاين (ساكسونيا) - هور-غرنتسهاوزن (راينلند بالاتينات) - هولفلد (بافاريا) - هولتسغيرلينغن (بادن-فورتمبيرغ) - هولتسميندن (سكسونيا السفلى) - هومبرغ (إفتسه) (هسن) - هومبرغ (أوم) (هسن) - هومبورغ (سارلاند) - هورب آم نيكار (بادن-فورتمبيرغ) - هورنباخ (راينلند بالاتينات) - هورن-باد ماينبرغ (شمال الراين-وستفاليا.) - هورنبرغ (شوارتسوالد) (بادن-فورتمبيرغ) - هورستل (بادن-فورتمبيرغ) - هورستمار (بادن-فورتمبيرغ) - هوكستر (بادن-فورتمبيرغ) - هويا (ألمانيا) (سكسونيا السفلى) - هويرسفيردا (ساكسونيا) - هوكلهوفن (بادن-فورتمبيرغ) - هوكيسفاغن (بادن-فورتمبيرغ) - هوفينغن (بادن-فورتمبيرغ) - هونفلد (هسن) - هونغن (هسن) - هورث (بادن-فورتمبيرغ) - هوسوم (شلسفيغ هولشتاين) |

## إ
| | | |
| - إيبنبورن (بادن-فورتمبيرغ) - إشنهاوزن (بافاريا) - إيدار-أوبرشتاين (راينلند بالاتينات) - إدشتاين (هسن) - إلرتيسن (بافاريا) - إلميناو (تورينغن) | - إلسنبورغ (ساكسونيا أنهالت) - إلسهوفن (بادن-فورتمبيرغ) - إمنهاوزن (هسن) - إمنشتات (بافاريا) - إنغلفينغن (بادن-فورتمبيرغ) - إنغلهايم آم راين (راينلند بالاتينات) | - إنغولشتات (بافاريا) - إبهوفن (بافاريا) - إزرلون (بادن-فورتمبيرغ) - إسني إم آلغوي (بادن-فورتمبيرغ) - إسلبورغ (بادن-فورتمبيرغ) - إتسهويه (شلسفيغ هولشتاين) |

## ي
| |                                                                                |                                                                      |
| - يارمن (مكلنبورغ فوربومرن) - ينا (تورينغن) - ييريشو (ساكسونيا أنهالت) - يسن (إلستر) (ساكسونيا أنهالت) | - يفير (سكسونيا السفلى) - يواخيمستال (براندنبورغ) - يوهانغيورغنشتات (ساكسونيا) | - يونشتات (ساكسونيا) - يوليش (بادن-فورتمبيرغ) - يوتربوغ (براندنبورغ) |

## ك
| | | |
| - كارست (مدينة) (بادن-فورتمبيرغ) - كالا (تورينغن) - كايزرزيش (راينلند بالاتينات) - كايسرسلاوترن (راينلند بالاتينات) - كالبة (ميلده) (ساكسونيا أنهالت) - كالكار (بادن-فورتمبيرغ) - كالتنكيرشن (شلسفيغ هولشتاين) - كالتن نوردهايم (تورينغن) - كامن (بادن-فورتمبيرغ) - كامينز (ساكسونيا) - كامب-لينتفورت (بادن-فورتمبيرغ) - كاندل (راينلند بالاتينات) - كاندرن (بادن-فورتمبيرغ) - كابلن (شلسفيغ هولشتاين) - كاربن (هسن) - كارلسروه (بادن-فورتمبيرغ) - كارلشتات آم ماين (بافاريا) - كاسل (هسن) - كاستلاون (راينلند بالاتينات) - كاتسن إلنبوغن (راينلند بالاتينات) - كاوب (راينلند بالاتينات) - كاوفبويرن (بافاريا) - كيهل (بادن-فورتمبيرغ) - كلبرا (ساكسونيا أنهالت) - كلهايم (بافاريا) - كلكهايم (هسن) - كيلينغهوزن (شلسفيغ هولشتاين) - كلشترباخ (هسن) - كمبرغ (ساكسونيا أنهالت) - كمنات (بافاريا) - كمبن (بادن-فورتمبيرغ) - كمبتن (بافاريا) - كنتسينغن (بادن-فورتمبيرغ) - كربن (بادن-فورتمبيرغ) | - كيتسين (براندنبورغ) - كيفهلير (بادن-فورتمبيرغ) - كيل (عاصمة شلسفيغ هولشتاين) - كيرشبة (بادن-فورتمبيرغ) - كيندلبروك (تورينغن) - كيرشبرغ (ساكسونيا) - كيرشبرغ أن در ياغست (بادن-فورتمبيرغ) - كيرشبرغ (راينلند بالاتينات) - كيرشن (راينلند بالاتينات) - كيرشنلاميتس (بافاريا) - كيرشهاين (هسن) - كيرشهايمبولاندن (راينلند بالاتينات) - كيرشهايم اونتر تك (بادن-فورتمبيرغ) - كيرن (راينلند بالاتينات) - كيرتورف (هسن) - كيتسينغن (بافاريا) - كيتسشر (ساكسونيا) - كليفه (بادن-فورتمبيرغ) - كلينغنبرغ آم ماين (بافاريا) - كلينغنتال (ساكسونيا) - كلوتسه (ساكسونيا أنهالت) - كلوتس (مكلنبورغ فوربومرن) - كنيتلينغن (بادن-فورتمبيرغ) - كوبلنتس (راينلند بالاتينات) - كورن-زاليس (ساكسونيا) - كولبرمور (بافاريا) - كوليدا (تورينغن) - كونيغسبرغ إن بايرن (بافاريا) - كونيغسبروك (ساكسونيا) - كونيغسبرون (بافاريا) - كونيغسي-روتتنباخ (تورينغن) - كونيغسلوتر (سكسونيا السفلى) - كونيغشتاين إم تاونوس (هسن) | - كونيغشتاين (ساكسونيا) (ساكسونيا) - كونيغسفينتر (بادن-فورتمبيرغ) - كونيغز فوسترهاوزن (براندنبورغ) - كونرن (ساكسونيا أنهالت) - كونستانس (بادن-فورتمبيرغ) - كونتس (راينلند بالاتينات) - كورباخ (هسن) - كورنتال-مونشينغن (بادن-فورتمبيرغ) - كورنفستهايم (بادن-فورتمبيرغ) - كورشنبرويش (بادن-فورتمبيرغ) - كوتن (ساكسونيا أنهالت) - كرايشتال (بادن-فورتمبيرغ) - كراكو آم زيه (مكلنبورغ فوربومرن) - كرانيشفلد (تورينغن) - كراوتهايم (بادن-فورتمبيرغ) - كريفلد (بادن-فورتمبيرغ) - كريمن (براندنبورغ) - كرمبة (شلسفيغ هولشتاين) - كرويتستال (بادن-فورتمبيرغ) - كروناخ (بافاريا) - كرونبرج إم تانوس (هسن) - كروبلين (مكلنبورغ فوربومرن) - كروبنشتيت (ساكسونيا أنهالت) - كرومباخ (بافاريا) (بافاريا) - كولونغسبورن (مكلنبورغ فوربومرن) - كولمباخ (بافاريا) - كولسهايم (بادن-فورتمبيرغ) - كونتسلزاو (بادن-فورتمبيرغ) - كوبفربرغ (بافاريا) - كوبنهايم (بادن-فورتمبيرغ) - كوزل (راينلند بالاتينات) - كولبورغ (راينلند بالاتينات) - كوريتس (براندنبورغ) |

## لا
| | | |
| - لآغه (مكلنبورغ فوربومرن) - لآتسن (سكسونيا السفلى) - لادنبورغ (بادن-فورتمبيرغ) - لاغه (بادن-فورتمبيرغ) - لانشتاين (راينلند بالاتينات) - لار (بادن-فورتمبرغ) (بادن-فورتمبيرغ) - لايشنغن (بادن-فورتمبيرغ) - لامبرشت (راينلند بالاتينات) - لامبيرتهايم (هسن) - لانداو آن در إيزار (بافاريا) - لانداو إن در بفالتس (راينلند بالاتينات) - لاندسبرغ آم لش (بافاريا) - لاندسبرغ (ساكسونيا أنهالت) (ساكسونيا أنهالت) - لاندسهوت (بافاريا) - لنداشتول (راينلند بالاتينات) - لانغلسهايم (سكسونيا السفلى) - لانغن (هسن) (هسن) - لانغناو (بادن-فورتمبيرغ) - لانغنبورغ (بادن-فورتمبيرغ) - لانغنفلد (شمال الراين-وستفاليا:) - لانغنهاغن (سكسونيا السفلى) - لانغنزلبولد (هسن) - لانغنتسن (بافاريا) - لانغهفيزن (تورينغن) - لاسان (مكلنبورغ فوربومرن) - لاوباخ (هسن) - لاوخا آن در أونشتروت (ساكسونيا أنهالت) - لاوخهامر (براندنبورغ) - لاوخهايم (بادن-فورتمبيرغ) - لاودا-كونيغسهوفن (بادن-فورتمبيرغ) - لاونبورغ (شلسفيغ هولشتاين) - لاوف آن در بغنيتز (بافاريا) - لاوفن (بافاريا) - لاوفنبورغ (بادن-فورتمبيرغ) - لاوفن آم نيكار (بادن-فورتمبيرغ) - لاوينغن (بافاريا) - لاوبهايم (بادن-فورتمبيرغ) - لاوشا (تورينغن) - لاوتا (ساكسونيا) - لاوتربيرنزباخ (ساكسونيا) - لاوترباخ (هسن) - لاوترإكن (راينلند بالاتينات) - لاوترشتاين (بادن-فورتمبيرغ) | - ليباخ (سارلاند) - ليبوس (براندنبورغ) - لير (ساكسونيا السفلى) (سكسونيا السفلى) - ليهشتن (تورينغن) - ليرته (سكسونيا السفلى) - لايشلينغن (شمال الراين-وستفاليا) - لايمن (بادن) (بادن-فورتمبيرغ) - لاينهفلده-فوربيس (تورينغن) - لاينفلدن-إشتردينغن (بادن-فورتمبيرغ) - لايبهايم (بافاريا) - لايبزيغ (ساكسونيا) - لايزنيغ (ساكسونيا) - لمغو (بادن-فورتمبيرغ) - لنغنفلد (ساكسونيا) - لنغريش (بادن-فورتمبيرغ) - لينهشتات (بادن-فورتمبيرغ) - لينزن (براندنبورغ) - ليونبرغ (بادن-فورتمبيرغ) - لوين (هسن) - لوينا (ساكسونيا أنهالت) - لويتنبرغ (تورينغن) - لويترسهاوزن (بافاريا) - لويتكيرش إم آلغوي (بادن-فورتمبيرغ) - ليفركوزن (بادن-فورتمبيرغ) - ليش (هسن) (هسن) - ليشتناو (بادن) (بادن-فورتمبيرغ) - ليشتناو (وستفاليا) (بادن-فورتمبيرغ) - ليشتنبرغ (بافاريا) - ليشتنفلز (بايرن) (بافاريا) - ليشتنفلز (هسن) (هسن) - ليشتنشتاين (ساكسونيا) (ساكسونيا) - ليبناو (هسن) (هسن) - ليبنفالده (براندنبورغ) - ليبروزه (براندنبورغ) - ليبشتات (ساكسونيا) (ساكسونيا) - ليمباخ-أوبرفرونا (ساكسونيا) - ليمبورغ آن در لان (هسن) - لينداو (بافاريا) - ليندن (هسن) (هسن) - ليندنبرغ إم آلغوي (بافاريا) - ليندنفلز (هسن) - ليندو (براندنبورغ) - لينغن (سكسونيا السفلى) | - لينيش (بادن-فورتمبيرغ) - لينتس آم راين (راينلند بالاتينات) - ليبشتات (بادن-فورتمبيرغ) - لوباو (ساكسونيا) - لوفينغن (بادن-فورتمبيرغ) - لوهمار (بادن-فورتمبيرغ) - لونه (سكسونيا السفلى) (سكسونيا السفلى) - لونه (بادن-فورتمبيرغ) (بادن-فورتمبيرغ) - لور أم ماين (بافاريا) - لويتس (مكلنبورغ فوربومرن) - لولار (هسن) - لوماتسش (ساكسونيا) - لوننغن (سكسونيا السفلى) - لورش (فورتمبرغ) (بادن-فورتمبيرغ) - لوراخ (بادن-فورتمبيرغ) - لورش (هسن) - لوسنيتس (ساكسونيا) - لوفنشتاين (بادن-فورتمبيرغ) - لوبيكه (بادن-فورتمبيرغ) - لوبن (اشبريوالد) (براندنبورغ) - لوبيناو (براندنبورغ) - لوبيك (شلسفيغ هولشتاين/ مدينة هانزيه) - لوبتين (مكلنبورغ فوربومرن) - لوبتس (مكلنبورغ فوربومرن) - لوشو (سكسونيا السفلى) - لوكا (تورينغن) - لوكاو (براندنبورغ) - لوكنفالده (براندنبورغ) - لودنشايد (بادن-فورتمبيرغ) - لودينغهاوزن (بادن-فورتمبيرغ) - لودفيغسبورغ (بادن-فورتمبيرغ) - لودفيغسفيلده (براندنبورغ) - لودفيغسهافن (راينلند بالاتينات) - لودفيغسلوست (مكلنبورغ فوربومرن) - لودفيغسشتات (بافاريا) - لوغاو (ساكسونيا) - لوغده (بادن-فورتمبيرغ) - لونبورغ (سكسونيا السفلى) - لونن (بادن-فورتمبيرغ) - لونتسناو (ساكسونيا) - لوتينبورغ (شلسفيغ هولشتاين) - لوتسن (ساكسونيا أنهالت) - لوشن (مدينة) (براندنبورغ) |

## م
| | | |
| - مجدلا (ألمانيا) (تورينغن) - ماغديبورغ (ساكسونيا أنهالت) - مالبرغ (بادن-فورتمبيرغ) - ماينبرنهايم (بافاريا) - ماينبورغ (بافاريا) - ماينتال (هسن) - ماينتس (عاصمة راينلند بالاتينات) - مالشين (مكلنبورغ فوربومرن) - مالتشو (مكلنبورغ فوربومرن) - مانهايم (بادن-فورتمبيرغ) - ماندرشايد (راينلند بالاتينات) - مانسفيلد (ساكسونيا أنهالت) - مارباخ (بادن-فورتمبيرغ) - ماربورغ (هسن) - مارينبرغ (ساكسونيا) - مارينمونستر (بادن-فورتمبيرغ) - ماركدورف (بادن-فورتمبيرغ) - ماركغرونينغن (بادن-فورتمبيرغ) - ميركيش بوخهولتس (براندنبورغ) - مارك كليبرغ (ساكسونيا) - ماركنويكيرشن (ساكسونيا) - ماركرانشتيت (ساكسونيا) - ماركت برايت (بافاريا) - ماركت هايدنفلد (بافاريا) - ماركتلويتن (بافاريا) - ماركت أوبردورف (بافاريا) - ماركتردفيتس (بافاريا) - ماركتشتفت (بافاريا) - مارل (بادن-فورتمبيرغ) - مارلو (مكلنبورغ فوربومرن) - مارنة (شلسفيغ هولشتاين) - مرسبورغ (بادن-فورتمبيرغ) - ماولبرون (بادن-فورتمبيرغ) - مكسهوته-هايدهوف (بافاريا) - ماين (راينلند بالاتينات) (راينلند بالاتينات) - مشرنيش (بادن-فورتمبيرغ) - مكنهايم (بادن-فورتمبيرغ) - ميدهباخ (بادن-فورتمبيرغ) | - ميرانه (ساكسونيا) - ميربوش (بادن-فورتمبيرغ) - ميرزبورغ (بادن-فورتمبيرغ) - ماينرتسهاغن (بادن-فورتمبيرغ) - ماينينغن (تورينغن) - مايزنهايم (راينلند بالاتينات) - مايسن (ساكسونيا) - ملدورف (شلسفيغ هولشتاين) - ميله (ألمانيا) (سكسونيا السفلى) - ملريش اشتات (بافاريا) - ملزونغن (هسن) - ميمينجين (بافاريا) - مندن (زاورلند) (بادن-فورتمبيرغ) - منديغ (راينلند بالاتينات) - منغن (بادن-فورتمبيرغ) - مبن (سكسونيا السفلى) - مركندورف (بافاريا) - مرسيبورغ (ساكسونيا أنهالت) - مرتسيغ (سارلاند) - ميشيده (بادن-فورتمبيرغ) - مسكيرش (بادن-فورتمبيرغ) - مسشتيتن (بادن-فورتمبيرغ) - متمان (بادن-فورتمبيرغ) - متزنجن (بادن-فورتمبيرغ) - مويزلفيتس (تورينغن) - ماينبورغ (براندنبورغ) (براندنبورغ) - ميشلشتات (هسن) - ميزباخ (بافاريا) - ميلتنبرغ (بافاريا) - ميندلهايم (بافاريا) - مندن (بادن-فورتمبيرغ) - ميرو (مكلنبورغ فوربومرن) - ميتنفالدة (براندنبورغ) - ميترتايش (بافاريا) - ميتفايدا (ساكسونيا) - موكرن (ساكسونيا أنهالت) - موكمول (بادن-فورتمبيرغ) - مويرس (بادن-فورتمبيرغ) | - مولن (شليسفيغ هولشتاين) (شلسفيغ هولشتاين) - مونشنغلادباخ (بادن-فورتمبيرغ) - مونهايم آم راين (بادن-فورتمبيرغ) - مونهايم (بافاريا) (بافاريا) - مونشاو (بادن-فورتمبيرغ) - مونتاباور (راينلند بالاتينات) - موسبورغ (بافاريا) - مورفيلدن-فالدورف (هسن) - مورينغن (سكسونيا السفلى) - موسباخ (بادن-فورتمبيرغ) - موسينغن (بادن-فورتمبيرغ) - موشلن (ساكسونيا أنهالت) - موغلن (ساكسونيا) - مولآكر (بادن-فورتمبيرغ) - مولبرغ (براندنبورغ) - مولدورف (بافاريا) - مولهاوزن (تورينغيا) (تورينغن) - مولهايم آم ماين (هسن) - مولهايم أن در دوناو (بادن-فورتمبيرغ) - مولهايم أن در رور (بادن-فورتمبيرغ) - مولهايم-كيرليش (راينلند بالاتينات) - مولهايم (بادن-فورتمبيرغ) - مولروزه (براندنبورغ) - مونشبرغ (بافاريا) - مونشنبرغ (براندنبورغ) - مونشنبرنزدورف (تورينغن) - موندركينغن (بادن-فورتمبيرغ) - ميونخ (عاصمة بافاريا) - مونرشتات (بافاريا) - مونزينغن (بادن-فورتمبيرغ) - مونستر (سكسونيا السفلى) (سكسونيا السفلى) - مونستر (بادن-فورتمبيرغ) - مونسترمايفلد (راينلند بالاتينات) - مونتسنبرغ (هسن) (هسن) - مورهارت (بادن-فورتمبيرغ) |

## ن
| | | |
| - نابورغ (بافاريا) - ناغولد (بادن-فورتمبيرغ) - نايلا (فرانكونيا العليا) (بافاريا) - ناساو (راينلند بالاتينات) - ناشتيتن (راينلند بالاتينات) - ناون (براندنبورغ) - ناومبورغ (هسن) (هسن) - ناومبورغ (ساكسونيا أنهالت) - ناونهوف (ساكسونيا) - نيبرا (ساكسونيا أنهالت) - نيكاربيشوفسهايم (بادن-فورتمبيرغ) - نيكارغيموند (بادن-فورتمبيرغ) - نيكارشتايناخ (هسن) - نيكارسولم (بادن-فورتمبيرغ) - نيرسهايم (بادن-فورتمبيرغ) - نتفن (بادن-فورتمبيرغ) - نتيتال (بادن-فورتمبيرغ) - نتسشكاو (ساكسونيا) - نوي-أنشباخ (هسن) - نويبراندنبورغ (مكلنبورغ فوربومرن) - نويبوكو (مكلنبورغ فوربومرن) - نويبولاخ (بادن-فورتمبيرغ) - نويبورغ آن در دوناو (بافاريا) - نويدناو (بادن-فورتمبيرغ) - نوينبورغ (انتس) (بادن-فورتمبيرغ) - نوينبورغ آم راين (بادن-فورتمبيرغ) - نوينهاوس (سكسونيا السفلى) - نوينراده (بادن-فورتمبيرغ) - نوينشتات آم كوخر (بادن-فورتمبيرغ) - نوينشتاين (بادن-فورتمبيرغ) (بادن-فورتمبيرغ) - نويربورغ (راينلند بالاتينات) - نويفن (بادن-فورتمبيرغ) | - نويهاوس آم رنفيغ (تورينغن) - نوي-إيزنبورغ (هسن) - نويكالن (مكلنبورغ فوربومرن) - نويكيرشن (كنول) (هسن) - نويكيرشن-فلوين (بادن-فورتمبيرغ) - نويكلوستر (مكلنبورغ فوربومرن) - نويمارك (تورينغن) (تورينغن) - نويماركت إن در أوبرفالتس (بافاريا) - نويماركت-زانكت فايت (بافاريا) - نويمونستر (شلسفيغ هولشتاين) - نوينبورغ فورم فالد (بافاريا) - نوينكيرشن (سارلاند) - نوياوتينغ (بافاريا) - نويروبين (براندنبورغ) - نويزالتسا-شبرمبرغ (ساكسونيا) - نويزيس (بافاريا) - نويس (بادن-فورتمبيرغ) - نويشتات أن در آيش (بافاريا) - نويشتات أن در دوناو (بافاريا) - نويشتات أن در فالدناب (بافاريا) - نويشتات آم كولم (بافاريا) - نويشتات آم روبنبرغه (شمال الراين-وستفاليا.) - نويشتات أن در أورلا (تورينغن) - نويشتات أن در فاينشتراسه (راينلند بالاتينات) - نويشتات باي كوبورغ (بافاريا) - نويشتات (دوسه) (براندنبورغ) - نويشتات-غليفه (مكلنبورغ فوربومرن) - نويشتات (هسن) (هسن) - نويشتات إن هولشتاين (شلسفيغ هولشتاين) - نويشتات إن زاكسن (ساكسونيا) - نويشتريليتز (مكلنبورغ فوربومرن) | - نويتراوبلينغ (بافاريا) - نوي-أولم (بافاريا) - نويفيد (راينلند بالاتينات) - نيدا (هسن) (هسن) - نيداتال (هسن) - نيدراو (هسن) - نيديغن (بادن-فورتمبيرغ) - نيبول (شلسفيغ هولشتاين) - نيدنشتاين (هسن) - نيدركاسل (بادن-فورتمبيرغ) - نيدرنهال (بادن-فورتمبيرغ) - نيدر-أولم (راينلند بالاتينات) - نيدرشتيتن (بادن-فورتمبيرغ) - نيدرشتوتسنغن (بادن-فورتمبيرغ) - نيهايم (بادن-فورتمبيرغ) - نيمغك (براندنبورغ) - نينبورغ (زاله) (ساكسونيا أنهالت) - نينبورغ (سكسونيا السفلى) - نيرشتاين (راينلند بالاتينات) - نيزكي (ساكسونيا) - نيتناو (بافاريا) - نوردن (سكسونيا السفلى) - نوردنهام (سكسونيا السفلى) - نوردرناي (سكسونيا السفلى) - نوردرشتيت (شلسفيغ هولشتاين) - نوردهاوزن (تورينغن) - نوردهورن (سكسونيا السفلى) - نوردلينغن (بافاريا) - نورتهايم (سكسونيا السفلى) - نورتورف (شلسفيغ هولشتاين) - نوسن (ساكسونيا) - نورنبرغ (بافاريا) - نورتينغن (بادن-فورتمبيرغ) |

## أو
| | | |
| - أوبراسباخ (بافاريا) - أوبرهارتس آم بروكن (ساكسونيا أنهالت) - أوبرهاوزن (بادن-فورتمبيرغ) - أوبرهوف (ألمانيا) (تورينغن) - أوبركيرش (بادن) (بادن-فورتمبيرغ) - أوبركوخن (بادن-فورتمبيرغ) - أوبرلونغفتس (ساكسونيا) - أوبرموشل (راينلند بالاتينات) - أوبرنبورغ آم ماين (بافاريا) - أوبرندورف آم نيكار (بادن-فورتمبيرغ) - أوبرنكيرشن (سكسونيا السفلى) - أوبر-رامشتات (هسن) - أوبرريكسينغن (بادن-فورتمبيرغ) - أوبرتسهاوزن (هسن) - أوبرأورزل (هسن) - أوبرفيشتاخ (بافاريا) - أوبرفايسباخ (تورينغن) - أوبرفيزل (راينلند بالاتينات) - أوبرفيزنتال، Kurort (ساكسونيا) - أوكسنفورت (بافاريا) - أوكسنهاوزن (بادن-فورتمبيرغ) - أوختروب (بادن-فورتمبيرغ) - أودربرغ (براندنبورغ) - أوبيسفلده-فيفرلينغن (ساكسونيا أنهالت) | - أودهران (ساكسونيا) - أولده (بادن-فورتمبيرغ) - أولسنيتس (فوغتلاند) (ساكسونيا) - أولسنيتس (إرتسغبيرغه) (ساكسونيا) - أور-إركنشفيك (بادن-فورتمبيرغ) - أورلينغهاوزن (بادن-فورتمبيرغ) - أوستريش-فينكل (هسن) - أوتينغن إن بايرن (بافاريا) - أوفنباخ أم ماين (هسن) - أوفنبورغ (بادن-فورتمبيرغ) - أوردروف (تورينغن) - أورينغين (بادن-فورتمبيرغ) - أولبرنهاو (ساكسونيا) - أولشينغ (بافاريا) - أولدنبورغ (سكسونيا السفلى) - أولدنبورغ إن هولشتاين (شلسفيغ هولشتاين.) - أولفن (بادن-فورتمبيرغ) - أولبه (بادن-فورتمبيرغ) - أولسبرغ (بادن-فورتمبيرغ) - أوبناو (بادن-فورتمبيرغ) - أوبنهايم (راينلند بالاتينات) - أورانينباوم-فورليتس (ساكسونيا أنهالت) - أورانينبورغ (براندنبورغ) - أورلامونده (تورينغن) | - أورنباو (بافاريا) - أورتنبرغ (هسن) - أورتراند (براندنبورغ) - أوشاتس (ساكسونيا) - أوشرسليبن (ساكسونيا أنهالت) - أسنابروك (سكسونيا السفلى) - أوستربورغ (ساكسونيا أنهالت) - أوستربوركن (بادن-فورتمبيرغ) - أوسترفلد (ساكسونيا أنهالت) - أوسترهوفن (بافاريا) - أوسترهولتس-شارمبك (سكسونيا السفلى) - أوسترودة آم هارتس (سكسونيا السفلى) - أوسترفيك (ساكسونيا أنهالت) - أوستفيلدرن (بادن-فورتمبيرغ) - أوستهايم (بافاريا) - أوستهوفن (راينلند بالاتينات) - أوسترينغن (بادن-فورتمبيرغ) - أوزتريتس (ساكسونيا) - أوتربرغ (راينلند بالاتينات) - أوترندورف (سكسونيا السفلى) - أوتفايلر (سارلاند) - أوفرات (شمال الراين-وستفاليا) - أوفن (بادن-فورتمبيرغ) |

## ب
| | | |
| - بادربورن (شمال الراين-وستفاليا) - بابنبورغ (سكسونيا السفلى) - بابنهايم (بافاريا) - بارشيم (مكلنبورغ فوربومرن) - بارسبرغ (بافاريا) - بازهفالك (مكلنبورغ فوربومرن) - باساو (بافاريا) - باتنزن (سكسونيا السفلى) - باوزا-موهلتروف (ساكسونيا) - بغاو (ساكسونيا) - بغنيتس (بافاريا) - باينه (سكسونيا السفلى) - بايتس (براندنبورغ) - بينيغ (ساكسونيا) - بنكون (مكلنبورغ فوربومرن) - بنتزبرغ (بافاريا) - بنتسلين (مكلنبورغ فوربومرن) - برلهبرغ (براندنبورغ) - بترسهاغن (شمال الراين-وستفاليا) - بفافنهوفن أن در إلم (بافاريا) | - بفاركيرشن (بافاريا) - بفورتسهايم (بادن-فورتمبيرغ) - بفرايمد (بافاريا) - بفولندورف (بادن-فورتمبيرغ) - فولينغن (بادن-فورتمبيرغ) - بفونغسشتات (هسن) - فيليبسبورغ (بادن-فورتمبيرغ) - بينهبرغ (شلسفيغ هولشتاين) - بيرمازنز (راينلند بالاتينات) - بيرنا (ساكسونيا) - بلاتلينغ (بافاريا) - بلاو آم زيه (مكلنبورغ فوربومرن) - بلاوه (تورينغن) - بلاوين (ساكسونيا) - بلتنبرغ (شمال الراين-وستفاليا) - بلايشتاين (بافاريا) - بلوشينغن (بادن-فورتمبيرغ) - بلون (شلسفيغ هولشتاين) - Pockau-Lengefeld (ساكسونيا) - بوكينغ (بافاريا) - بولهايم (هسن) (هسن) | - بولخ (راينلند بالاتينات) - بورتا فستفاليكا (شمال الراين-وستفاليا) - بوسنك (تورينغن) - بوتسدام (عاصمة براندنبورغ) - بوتنشتاين (بافاريا) - برييتس (شلسفيغ هولشتاين) - بريمنتس (براندنبورغ) - برنتسلاو (براندنبورغ) - برسات (بافاريا) - برويسيش أولدندورف (شمال الراين-وستفاليا) - بريكسنشتات (بافاريا) - بريتسفالك (براندنبورغ) - بروم (راينلند بالاتينات) - بوخهايم (بافاريا) - بولهايم (شمال الراين-وستفاليا) (شمال الراين-وستفاليا) - بولسنيتز (ساكسونيا) - بوتبوس (مكلنبورغ فوربومرن) - بوتليتز (براندنبورغ) - بوتلينغن (سارلاند) |

## ك
|                                                              |                              |                              |
| - كفاكنبروك (سكسونيا السفلى) - كفيدلينبورغ (ساكسونيا أنهالت) | - كفيرفورت (ساكسونيا أنهالت) | - كفيكبورن (شلسفيغ هولشتاين) |

## ر
| | | |
| - رابناو (ساكسونيا) - رادهبرغ (ساكسونيا) - رادبويل (ساكسونيا) - رادهبورغ (ساكسونيا) - رادهفورمفالد (شمال الراين-وستفاليا) - رادولفتسل (بادن-فورتمبيرغ) - راغون-يسنيتس (ساكسونيا أنهالت) - رادن (شمال الراين-وستفاليا) - راين (لش) (بافاريا) - رامشتاين-ميزنباخ (راينلند بالاتينات) - رانيس (تورينغن) - رانسباخ-باومباخ (راينلند بالاتينات) - راستات (بادن-فورتمبيرغ) - راستنبيرغ (تورينغن) - راتينو (براندنبورغ) - راتينغن (شمال الراين-وستفاليا) - راتسهبورغ (شلسفيغ هولشتاين) - راونبرغ (بادن-فورتمبيرغ) - راونهايم (هسن) - راوشنبرغ (هسن) - رافنسبورغ (بادن-فورتمبيرغ) - رافنشتاين (بادن-فورتمبيرغ) - ركلنهاوزن (شمال الراين-وستفاليا) - ريز (ألمانيا) (شمال الراين-وستفاليا) - ريغن (بافاريا) - ريغنسبورغ (بافاريا) - ريغيس-برايتينغن (ساكسونيا) - رهاو (بافاريا) - ريهبورغ-لوكوم (سكسونيا السفلى) - رينا (ألمانيا) (مكلنبورغ فوربومرن) - رايشلسهايم (هسن) - رايشنباخ إم فوغتلاند (ساكسونيا) - رايشنباخ (أوبرلازيتز) (ساكسونيا) - راينبك (شلسفيغ هولشتاين) - راينفلد (شلسفيغ هولشتاين) - راينهايم (هسن) - رماغن (راينلند بالاتينات) - رمدا-تايشل (تورينغن) | - رمشايد (شمال الراين-وستفاليا) - رمزك (بادن-فورتمبيرغ) - رنشن (بادن-فورتمبيرغ) - رندسبورغ (شلسفيغ هولشتاين) - رينهرود (راينلند بالاتينات) - رنينغن (بادن-فورتمبيرغ) - رريك (مكلنبورغ فوربومرن) - ريتم (سكسونيا السفلى) - رويتلينغن (بادن-فورتمبيرغ) - ريدا-فيدنبروك (شمال الراين-وستفاليا) - ريدة (شمال الراين-وستفاليا) (شمال الراين-وستفاليا) - رايناو (بادن-فورتمبيرغ) - راينباخ (شمال الراين-وستفاليا) - راينبرغ (شمال الراين-وستفاليا) - راينبولن (راينلند بالاتينات) - راينه (شمال الراين-وستفاليا) - راينفلدن (بادن-فورتمبيرغ) - راينسبرغ (براندنبورغ) - راينشتيتن (بادن-فورتمبيرغ) - رينز (مدينة) (راينلند بالاتينات) - رينو (براندنبورغ) (براندنبورغ) - ريبنيتس-دامغارتن (مكلنبورغ فوربومرن) - ريشتنبرغ (مكلنبورغ فوربومرن) - ريدنبورغ (بافاريا) - ريدلينغن (بادن-فورتمبيرغ) - ريدشتات (هسن) - رينك (بافاريا) - ريزا (ساكسونيا) - ريتبرغ (شمال الراين-وستفاليا) - رينتلن (سكسونيا السفلى) - روبل (مدينة) (مكلنبورغ فوربومرن) - روخليتس (ساكسونيا) - روكنهاوزن (راينلند بالاتينات) - رودآلبن (راينلند بالاتينات) - رودنبرغ (سكسونيا السفلى) - رودنتال (بافاريا) - رودرمارك (هسن) | - رودهفيش (ساكسونيا) - رودغاو (هسن) - رودينغ (ألمانيا) (بافاريا) - رومهيلد (تورينغن) - رومرود (هسن) - روننبورغ (تورينغن) - روننبرغ (سكسونيا السفلى) - روزباخ فور در هويه (هسن) - روزنفيلد (بادن-فورتمبيرغ) - روزنهايم (بافاريا) - روزنتال (هسن) - روسرات (شمال الراين-وستفاليا) - روسليبن (تورينغن) - روسفاين (ساكسونيا) - روستوك (مكلنبورغ فوربومرن / مدينة هانزية) - روتنبورغ أن در فولدا (هسن) - روتنبورغ أن در فومه (سكسونيا السفلى) - روت (بافاريا) - روتا (ساكسونيا) - روتنباخ آن در بغنيتز (بافاريا) - روتنبورغ (ساكسونيا) (ساكسونيا) - روتنبورغ أب دير تاوبر (بافاريا) - روتنفلز (بافاريا) - روتنبورغ آم نكار (بادن-فورتمبيرغ) - روتنبورغ أن در لآبر (بافاريا) - روتينغن (بافاريا) - روتفايل (بادن-فورتمبيرغ) - روتس (بافاريا) - روديشيم أم راين (هسن) - رودولشتات (تورينغن) - رولا (تورينغن) - روهلاند (براندنبورغ) - Ründeroth (شمال الراين-وستفاليا) - رونكل (هسن) - روسلسهايم (هسن) - روتسهايم (بادن-فورتمبيرغ) - روتن (شمال الراين-وستفاليا) |

## ز - ش
| | | |
| - زالبورغ-إبرسدورف (تورينغن) - زالفلد (تورينغن) - ساربروكن (Landeshauptst. سارلاند) - زاربورغ (راينلند بالاتينات) - زارلوييس (سارلاند) - زاكسنهاغن (سكسونيا السفلى) - زاكسنهايم (بادن-فورتمبيرغ) - زالتسغيتر (سكسونيا السفلى) - زالتسكوتن (شمال الراين-وستفاليا) - زالتسفيدل (ساكسونيا أنهالت) - زانداو (ساكسونيا أنهالت) - زاندرسدوف-برينا (ساكسونيا أنهالت) - زانغرهاوزن (ساكسونيا أنهالت) - زانكت آوغستين (شمال الراين-وستفاليا) - زانكت غوار (راينلند بالاتينات) - زانكت غوارسهاوزن (راينلند بالاتينات) - زارشتيت (سكسونيا السفلى) - زاسنبرغ (شمال الراين-وستفاليا) - زاسنيتس (مكلنبورغ فوربومرن) - زايدا (ساكسونيا) - شالكاو (تورينغن) - شاوينشتاين (بافاريا) - شير (مدينة) (بادن-فورتمبيرغ) - شايبنبرغ (ساكسونيا) - شاينفلد (بافاريا) - شلكلينغن (بادن-فورتمبيرغ) - شينهفلد (شلسفيغ هولشتاين) - شسليتس (بافاريا) - شيدر-شفالنبرغ (NRW) - شيفرشتات (راينلند بالاتينات) - شيلينغسفورست (بافاريا) - شيلتاخ (بادن-فورتمبيرغ) - شيرغيسفالده-كيرشاو (ساكسونيا) - شكويديتس (ساكسونيا) - شكولن (تورينغن) - شلايدن (شمال الراين-وستفاليا) - شلايتس (تورينغن) - شلسفيغ (شلسفيغ هولشتاين) - شليتاو (ساكسونيا) - شلويزينغن (تورينغن) - شليبن (براندنبورغ) - شليتس (هسن) - شلوس هولته-شتوكنبروك (NRW) - شلوتهايم (تورينغن) - شلوشترن (هسن) - شلوسلفلد (بافاريا) - اشمالكالدن (تورينغن) - شمالنبرغ (شمال الراين-وستفاليا) - شمولن (تورينغن) - شناكنبورغ (سكسونيا السفلى) - شنايتنباخ (بافاريا) - شنيهبرغ (ساكسونيا) - شنفردينغن (سكسونيا السفلى) - شومبرغ (بادن-فورتمبيرغ) - شوناو (أودنفالد) (بادن-فورتمبيرغ) - شوناو إم شفارتسفالد (بادن-فورتمبيرغ) - شونبرغ (مكلنبورغ) (مكلنبورغ فوربومرن) - شونهبك (ساكسونيا أنهالت) - شونك (ساكسونيا) - شونهفالدة (براندنبورغ) - شونغاو (بافاريا) - شونينغن (سكسونيا السفلى) - شونزيه (بافاريا) - شونفالد (بافاريا) - شوبفهايم (بادن-فورتمبيرغ) - شوبنشتيت (سكسونيا السفلى) | - شورندورف (بادن-فورتمبيرغ) - شورتنز (سكسونيا السفلى) - شوتن (مدينة) (هسن) - شرامبرغ (بادن-فورتمبيرغ) - شرابلاو (ساكسونيا أنهالت) - شريسهايم (بادن-فورتمبيرغ) - شروبنهاوزن (بافاريا) - شروتسبرغ (بادن-فورتمبيرغ) - شوتورف (سكسونيا السفلى) - شفآن (مكلنبورغ فوربومرن) - شفاباخ (بافاريا) - شفايبيش غموند (بادن-فورتمبيرغ) - شفايبيش هال (بادن-فورتمبيرغ) - شفابمونشن (بافاريا) - شفايغرن (بادن-فورتمبيرغ) - شفالباخ آم تاونوس (هسن) - Schwalmstadt (هسن) - شفاندورف (بافاريا) - شفاننبك (ساكسونيا أنهالت) - شفارتسنباخ آم فالد (بافاريا) - شفارتسنباخ أن در زاله (بافاريا) - شفارتسينبك (شلسفيغ هولشتاين) - شفارتسنبرغ (ساكسونيا) - شفارتسنبورن (هسن) - شفارتسهايده (براندنبورغ) - شفيدت (براندنبورغ) - شفايش (راينلند بالاتينات) - شفاينفورت (بافاريا) - شفيلم (شمال الراين-وستفاليا) - شفنتيننتال (شلسفيغ هولشتاين) - شفيرين (State capital of Meckl.-Vorp.) - شفيرته (شمال الراين-وستفاليا) - شفتسينغن (بادن-فورتمبيرغ) - زبنيتس (ساكسونيا) - زيهاوزن (ساكسونيا أنهالت) - زيلاند (ألمانيا) (ساكسونيا أنهالت) - زيهلو (براندنبورغ) - زيلتسه (سكسونيا السفلى) - زيزن (سكسونيا السفلى) - زيندة (سكسونيا السفلى) - زايفهنرسدورف (ساكسونيا) - زيلب (بافاريا) - زيلبيتس (بافاريا) - زيلينغنشتات (هسن) - زيلم (شمال الراين-وستفاليا) - زلترز (راينلند بالاتينات) - زندن (بافاريا) (بافاريا) - زندنهورست (شمال الراين-وستفاليا) - زنفتنبيرغ (براندنبورغ) - زسلاخ (بافاريا) - زيغبورغ (شمال الراين-وستفاليا) - زيغن (شمال الراين-وستفاليا) - زيغمارينغن (بادن-فورتمبيرغ) - زيمباخ آم إن (بافاريا) - زيمرن (راينلند بالاتينات) - زيندلفينغن (بادن-فورتمبيرغ) - زينغن (بادن-فورتمبيرغ) - سينسهايم (بادن-فورتمبيرغ) - زينتسيغ (راينلند بالاتينات) - زوست (شمال الراين-وستفاليا) - زولينغن (شمال الراين-وستفاليا) - زولمس (هسن) - زولتاو (سكسونيا السفلى) - زومردا (تورينغن) - زوندرسهاوزن (تورينغن) - زونهبرغ (تورينغن) - زونهفالدة (براندنبورغ) | - زونتهوفن (بافاريا) - زونترا (هسن) - شبايشينغن (بادن-فورتمبيرغ) - شبالت (بافاريا) - شبانغنبرغ (هسن) - Speicher (راينلند بالاتينات) - شبنغه (شمال الراين-وستفاليا) - شباير (راينلند بالاتينات) - شبرمبرغ (براندنبورغ) - شبرينغه (سكسونيا السفلى) - شبروكهوفل (شمال الراين-وستفاليا) - شتاده (سكسونيا السفلى) - شتاتالندورف (هسن) - شتاتبرغن (بافاريا) - شتاتهاغن (سكسونيا السفلى) - شتاتيلم (تورينغن) - شتاتلنغزفلد (تورينغن) - شتاتلون (شمال الراين-وستفاليا) - شتاتولدندورف (سكسونيا السفلى) - شتاتبروتسلتن (بافاريا) - شتاترودا (تورينغن) - شتاتشتايناخ (بافاريا) - شتات فيهلن (ساكسونيا) - شتارنبرغ (بافاريا) - شتاسفورت (ساكسونيا أنهالت) - شتاوفن إم برايسغاو (بادن-فورتمبيرغ) - شتاوفنبرغ (هسن) (هسن) - شتافنهاغن، Reuterstadt (Meckl.-W.Pom.) - زانكت بلازين (بادن-فورتمبيرغ) - شتاين (بافاريا) (بافاريا) - Steinach (تورينغن) - شتايناو أن در شتراسه (هسن) - شتاينباخ-هالنبرغ (تورينغن) - شتاينباخ (تاونوس) (هسن) - شتاينفورت (شمال الراين-وستفاليا) - شتاينهايم (مور) (بادن-فورتمبيرغ) - شتاينهايم (وستفاليا) (شمال الراين-وستفاليا) - شتندال (ساكسونيا أنهالت) - شتيرنبرغ (مكلنبورغ فوربومرن) - زانكت إنغبرت (سارلاند) - زانكت غيورغن (BW) - شتوكاخ (بادن-فورتمبيرغ) - شتولبرغ (راينلاند) (شمال الراين-وستفاليا) - شتولبرغ (ساكسونيا) - شتولبن (ساكسونيا) - شتوركو (براندنبورغ) - شتوسن (ساكسونيا أنهالت) - شتريلن (شمال الراين-وستفاليا) - اشترالزوند (مكلنبورغ فوربومرن) - شتراسبورغ (مدينة ألمانية) (Meckl.-Vorp.) - اشتراوبينغ (بافاريا) - شتراوسبرغ (براندنبورغ) - شتريلا (ساكسونيا) - شترومبرغ (راينلند بالاتينات) - شتولينغن (بادن-فورتمبيرغ) - شتوتنزيه (بادن-فورتمبيرغ) - شتوتغارت (عاصمة بادن-فورتمبيرغ) - زانكت فندل (سارلاند) - زودليشس آنهالت (ساكسونيا أنهالت) - زول (مدينة ألمانية) (تورينغن) - زولينغن (سكسونيا السفلى) - زولتس آم نكا (بادن-فورتمبيرغ) - زولتسباخ (سارلاند) (سارلاند) - زولتسباخ-روزنبرغ (بافاريا) - زولتسبورغ (بادن-فورتمبيرغ) - زوندرن (شمال الراين-وستفاليا) - زوسن (بادن-فورتمبيرغ) - زوكة (سكسونيا السفلى) |

## ت
| | | |
| - تامباخ-ديتهارتس (تورينغن) - تانغرهوته (ساكسونيا أنهالت) - تانغرمونده (ساكسونيا أنهالت) - تان (مدينة) (هسن) - تانا (مدينة) (تورينغن) - تاوبربيشوفسهايم (بادن-فورتمبيرغ)) - تاوخا (ساكسونيا) - تاونوسشتاين (هسن) - تكلنبورغ (شمال الراين-وستفاليا) - تيغرنزيه (بافاريا) - تلغته (شمال الراين-وستفاليا) - تلتو (براندنبورغ) - تمبلين (براندنبورغ) - تنغن (مدينة) (بادن-فورتمبيرغ) - تيسين (مكلنبورغ فوربومرن) - Teterow (مكلنبورغ فوربومرن) - تيتنانغ (بادن-فورتمبيرغ) - تويبليتز (بافاريا) - تويشرن (ساكسونيا أنهالت) - تويبيتز (براندنبورغ) | - تويشنيتز (بافاريا) - Thale (ساكسونيا أنهالت) - تالهايم (ساكسونيا) (ساكسونيا) - تانهاوزن (بافاريا) - تارانت (ساكسونيا) - تمار (تورينغن) - Thum (ساكسونيا) - تيرشنرويت (بافاريا) - تيتيزيه-نويشتات (بادن-فورتمبيرغ) - تيتمونينغ (بافاريا) - تودناو (بادن-فورتمبيرغ) - توغينغ (بافاريا) - تونيسفورست (شمال الراين-وستفاليا) - تونينغ (شلسفيغ هولشتاين) - تورجاو (ساكسونيا) - تورغلو (مكلنبورغ فوربومرن) - تورنش (شلسفيغ هولشتاين) - ترابن-ترارباخ (راينلند بالاتينات) - تراونرويت (بافاريا) | - تراونشتاين (بافاريا) - Trebbin (براندنبورغ) - تربسن (مدينة) (ساكسونيا) - تريفورت (تورينغن) - ترندلبورغ (هسن) - ترويشتلينغن (بافاريا) - تروين (ساكسونيا) - تروينبريتزن (براندنبورغ) - تريبرغ (بادن-فورتمبيرغ) - تريبزيس (مكلنبورغ فوربومرن) - ترير (راينلند بالاتينات) - تريبتيس (تورينغن) - تروختلفينغن (بادن-فورتمبيرغ) - ترويسدورف (شمال الراين-وستفاليا) - تروسينغن (بادن-فورتمبيرغ) - تروستبرغ (بافاريا) - توبينغن (بادن-فورتمبيرغ) - توتلينغن (بادن-فورتمبيرغ) - تفيسترينغن (سكسونيا السفلى) |

## أو
| | | |
| - أوباخ-بالنبرغ (شمال الراين-وستفاليا) - أوبرلنغن (بادن-فورتمبيرغ) - أويبيغاو-فارنبروك (براندنبورغ) - أوكرمونده (مكلنبورغ فوربومرن) - أويلتسن (سكسونيا السفلى) - يوترسن (شلسفيغ هولشتاين) | - أوفنهايم (بافاريا) - أويينغن (بادن-فورتمبيرغ) - أولم (بادن-فورتمبيرغ) - أولمن (راينلند بالاتينات) - أولريشتاين (هسن) - أومرشتات (تورينغن) | - أونكل (راينلند بالاتينات) - أونا (ألمانيا) (شمال الراين-وستفاليا) - أونترشلايسهايم (بافاريا) - أوزدوم (مكلنبورغ فوربومرن) - أوزينغن (هسن) - أوزلار (سكسونيا السفلى) |

## ف
| | | |
| - فاشا (تورينغن) - فايهينغن (بادن-فورتمبيرغ)) - فالندار (راينلند بالاتينات) - فارل (سكسونيا السفلى) - فشتا (سكسونيا السفلى) - فلبرت (شمال الراين-وستفاليا) - فلبورغ (بافاريا) - فلدن (بغنيتس) (بافاريا) - Velen (شمال الراين-وستفاليا) - فلبرغ (بادن-فورتمبيرغ) - فلمار (هسن) - فلتن (براندنبورغ) - فردن نيدرزاكسن (سكسونيا السفلى) | - فرينغنشتات (بادن-فورتمبيرغ) - فرل (شمال الراين-وستفاليا) - فرسمولد (شمال الراين-وستفاليا) - فتشاو (براندنبورغ) - فيشتاخ (بافاريا) - فيرنهايم (هسن) - فيرزن (شمال الراين-وستفاليا) - فيلينغن-شفنينغن (بادن-فورتمبيرغ) - فيلسبيبورغ (بافاريا) - Vilseck (بافاريا) - فيلزهوفن (بافاريا) | - فيسلهوفيده (سكسونيا السفلى) - فلوتو (شمال الراين-وستفاليا) - فوردة (شمال الراين-وستفاليا.) - فوغتسبورغ (بادن-فورتمبيرغ)) - فوبورغ (بافاريا) - فوهنشتراوس (بافاريا) - فورنباخ (بادن-فورتمبيرغ) - فورينغن (بافاريا) (بافاريا) - فولكاخ (بافاريا) - فولكلينغن (سارلاند) - فولكمارسن (هسن) - فريدن (شمال الراين-وستفاليا) |

## فولدا
| | | |
| - فاخنهايم (Rhl.-Pf.) - فيشترزباخ (هسن) - فادرن (سارلاند) - فاغهويزل (بادن-فورتمبيرغ) - فالشتيت (شلسفيغ هولشتاين) - فايبلينغن (بادن-فورتمبيرغ) - فايبشتات (بادن-فورتمبيرغ) - فايشنفلد (بافاريا) - فالدبرول (شمال الراين-وستفاليا) - فالدك (مدينة) (هسن) - فالدنبوخ (بادن-فورتمبيرغ) - فالدنبورغ (ساكسونيا) (ساكسونيا) - فالدنبورغ (بادن-فورتمبيرغ) (بادن-فورتمبيرغ) - فالدرزهوف (بافاريا) - Waldheim (ساكسونيا) - فالدكابل (هسن) - Waldkirch (بادن-فورتمبيرغ) - فالدكيرشن (بافاريا) - فالدكرايبورغ (بافاريا) - فالدمونشن (بافاريا) - فالدزاسن (بافاريا) - فالدزهوت-تينغن (بادن-فورتمبيرغ) - فالدورف (بادن-فورتمبيرغ) - فالدورن (بادن-فورتمبيرغ) - فالنفيلز (بافاريا) - فالزروده (سكسونيا السفلى) - فالترزهاوزن (تورينغن) - فالتروب (شمال الراين-وستفاليا) - فانفريد (هسن) - فانغن إم آلغوي (بادن-فورتمبيرغ) - فانزليبن-بورده (ساكسونيا أنهالت) - فاربورغ (شمال الراين-وستفاليا) - فارن (موريتس) (مكلنبورغ فوربومرن) - فارندورف (شمال الراين-وستفاليا) - فارين (مكلنبورغ فوربومرن) - فارشتاين (شمال الراين-وستفاليا) - فاسنبرغ (شمال الراين-وستفاليا) - فاسربورغ آم إن (بافاريا) - فاسرترودينغن (بافاريا) - فازونغن (تورينغن) - فيدل (شلسفيغ هولشتاين) - فينر (سكسونيا السفلى) - فغبرغ (شمال الراين-وستفاليا) - فيغيليبن (ساكسونيا أنهالت) - فير (مدينة) (بادن-فورتمبيرغ) - Weida (تورينغن) - فايدن إن در أوبربفالز (بافاريا) - فايكرزهايم (بادن-فورتمبيرغ) - فايل آم راين (بادن-فورتمبيرغ) - فايلبورغ (هسن) - فايل در شتات (بادن-فورتمبيرغ) - فايلهايم آن در تك (بادن-فورتمبيرغ) - فايلهايم إن أوبربايرن (بافاريا) - فايمار (تورينغن) | - فاينغارتن (بادن-فورتمبيرغ) - فاينهايم (بادن-فورتمبيرغ) - فاينزبرغ (بادن-فورتمبيرغ) - وينشتات (بادن-فورتمبيرغ) - فايزماين (بافاريا) - فايسنبرغ (ساكسونيا) - فايسنبورغ إن بايرن (بافاريا) - فايسنفلس (ساكسونيا أنهالت) - فايسنهورن (بافاريا) - فايسنزيه (تورينغن) (تورينغن) - فايسنشتات (بافاريا) - فايسنتورم (راينلند بالاتينات) - فايسفاسر (ساكسونيا) - فايترشتات (هسن) - فلتسهايم (بادن-فورتمبيرغ) - فلتسو (براندنبورغ) - فمدينغ (بافاريا) - فندلينغن (بادن-فورتمبيرغ) - فربن (إلبة) (ساكسونيا أنهالت) - فرداو (ساكسونيا) - فيردر (هافل) (براندنبورغ) - فردول (شمال الراين-وستفاليا) - Werl (شمال الراين-وستفاليا) - Werlte (سكسونيا السفلى) - فرملزكيرشن (شمال الراين-وستفاليا) - فرناو (بادن-فورتمبيرغ) - Werne (شمال الراين-وستفاليا) - فرنويشن (براندنبورغ) - فيرنيغيروده (ساكسونيا أنهالت) - فرتهايم آم ماين (بادن-فورتمبيرغ) - فيرتر (شمال الراين-وستفاليا) - فيرتينغن (بافاريا) - فيزل (شمال الراين-وستفاليا) - فيزنبرغ (مكلنبورغ) (مكلنبورغ فوربومرن) - فيسلبورين (شلسفيغ هولشتاين) - فيزيلينغ (شمال الراين-وستفاليا) - فستربورغ (راينلند بالاتينات) - فسترشتيده (سكسونيا السفلى) - فيتر (رور) (شمال الراين-وستفاليا) - فيتر (هسن) (هسن) - فيتين-لوبيون (ساكسونيا أنهالت) - فتسلار (هسن) - فيدرن (بادن-فورتمبيرغ) - فيهه (تورينغن) - فيهل (شمال الراين-وستفاليا) - فيسبادن (State capital of هسن) - فيزنشتايغ (بادن-فورتمبيرغ) - فيزلوخ (بادن-فورتمبيرغ) - فيزمور (سكسونيا السفلى) - Wildau (براندنبورغ) - فيلدبرغ (بادن فورتمبيرغ) (بادن-فورتمبيرغ) - فيلدنفلز (ساكسونيا) - فيلدسهاوزن (سكسونيا السفلى) | - فيلهلمسهافن (سكسونيا السفلى) - فيلكاو-هاسلاو (ساكسونيا) - فيليباديسن (شمال الراين-وستفاليا) - فيليش (شمال الراين-وستفاليا) - فيلزدروف (ساكسونيا) - فيلستر (شلسفيغ هولشتاين) - فيلتن (ساكسونيا) - فينديشيشنباخ (بافاريا) - فيندزباخ (بافاريا) - فينندن (بادن-فورتمبيرغ) - فينزن (لوهه) (سكسونيا السفلى) - فينتربرغ (شمال الراين-وستفاليا) - فيبرفورت (شمال الراين-وستفاليا) - فيرغس (راينلند بالاتينات) - ويسمار (Mecklenb.-Vorp.) - فيسن (راينلند بالاتينات) - فيتن (شمال الراين-وستفاليا) - فيتنبرغ (ساكسونيا أنهالت) - Wittenberge (براندنبورغ) - فيتنبورغ (مكلنبورغ فوربومرن) - فيتيشيناو (ساكسونيا) - فيتليش (راينلند بالاتينات) - فيتينغن (سكسونيا السفلى) - فيتموند (سكسونيا السفلى) - فيتشتوك (براندنبورغ) - فيتسنهاوزن (هسن) - فولدك (مكلنبورغ فوربومرن) - فولفاخ (بادن-فورتمبيرغ) - فولفنبوتل (سكسونيا السفلى) - فولفهاغن (هسن) - فولفرامز-إشنباخ (بافاريا) - فولفراتسهاوزن (بافاريا) - فولفسبورغ (سكسونيا السفلى) - فولفشتاين (راينلند بالاتينات) - فولغاست (مكلنبورغ فوربومرن) - فولكنشتاين (ساكسونيا) - فولميرشتيت (ساكسونيا أنهالت) - فورمس (راينلند بالاتينات) - فورشتات (راينلند بالاتينات) - فورث آم راين (راينلند بالاتينات) - فورت أن در دوناو (بافاريا) - فورت آم ماين (بافاريا) - فريتسن (براندنبورغ) - فولفرات (شمال الراين-وستفاليا) - فونزيدل (بافاريا) - فونستورف (سكسونيا السفلى) - فوبرتال (شمال الراين-وستفاليا) - فورسلن (شمال الراين-وستفاليا) - فورتسباخ (تورينغن) - فورتسبورغ (بافاريا) - فورتسن (ساكسونيا) - فوسترو (سكسونيا السفلى) - فيك آوف فور (شلسفيغ هولشتاين) |

## X
|                                 |  |  |
| - كسانتن (شمال الراين-وستفاليا) |  |  |

## تسـ
| | | |
| - تسانا إلستر (ساكسونيا أنهالت) - تسارنتين آم شالزيه (مكلنبورغ فوربومرن) - تسيهدينك (براندنبورغ) - تسايل آم ماين (بافاريا) - تسايتز (ساكسونيا أنهالت) - تسل-آم-هارمرزباخ (بادن-فورتمبيرغ)) - تسل-إم-فيزنتال (بادن-فورتمبيرغ) - تسل موزل (راينلند بالاتينات) - تسيلا-ميليس (تورينغن) - تسيربست (ساكسونيا أنهالت) | - تسويلنرودا-تريبيس (تورينغن) - تسيفن (سكسونيا السفلى) - تسيغنروك (تورينغن) - تسيلنبيرغ (هسن) - تسيزار (براندنبورغ) - تسيرندورف (بافاريا) - تسيتاو (ساكسونيا) - تسوربيغ (ساكسونيا أنهالت) | - زوسين (براندنبورغ) - تشوباو (ساكسونيا) - تسولبيش (شمال الراين-وستفاليا) - تسفايبروكن (راينلند بالاتينات) - تسفينكاو (ساكسونيا) - تسفيكاو (ساكسونيا) - زفيزيل (بافاريا) - تسفينغنبرغ (هسن) - تسفونيتس (ساكسونيا) |